# 야코블레프 Yak-152
야코블레프 Yak-152(러시아어: Як-152)는 러시아 이르쿠트 소속 야코블레프에서 개발 중인 훈련기이다. Yak-152의 시제품이 2016년 9월 29일 처녀비행을 했다. Yak-152의 엔진은 RED A03이며, 최대 500축마력의 속도를 낼 수 있다. 러시아 공군은 현재 훈련기인 야코블레프 Yak-52를 야코블레프 Yak-152로 대체할 예정이다.

## 같이 보기
- 야코블레프 Yak-130